# Línea N203 (Interurbanos Madrid)
La línea N203 de la red de autobuses interurbanos de Madrid une el área intermodal de Ciudad Lineal (Madrid) con Coslada, San Fernando de Henares, Mejorada del Campo y Velilla de San Antonio.

## Características
Esta línea une Madrid (Ciudad Lineal) con Coslada, San Fernando de Henares, Mejorada del Campo y Velilla de San Antonio, en un trayecto de 1 hora de duración, por las noches cuando dejan de prestar servicio las líneas diurnas. Algunas expediciones amplían su itinerario hasta Loeches.
Es una de las primeras líneas nocturnas creadas en 1989, con la denominación de N21. Circulaba hasta San Fernando de Henares y posteriormente en 1997, fue ampliada a Mejorada del Campo.
Recibe su denominación actual el 13 de mayo de 2005 tras reordenación por parte del CRTM de la red de autobuses interurbanos nocturnos. También se amplió la línea a Velilla de San Antonio y Loeches.
Siguiendo la numeración de líneas del CRTM, las líneas que circulan por el corredor 2 son aquellas que dan servicio a los municipios situados en torno a la A-2 y comienzan con un 2.
La línea mantiene los mismos horarios todo el año (exceptuando las vísperas de festivo y festivos de Navidad).
Está operada por la empresa Avanza Movilidad Integral mediante la concesión administrativa VCM-201 - Madrid – Loeches – Arganda del  Rey (Viajeros Comunidad de Madrid) del Consorcio Regional de Transportes de Madrid.

## Horarios
Los horarios que no sean cabecera son aproximados.
| Noches de domingo a jueves y festivos            |                                           |                                           |                                           |                                           |                                           |                                           |                                           |                                           |                                           |                                           |                                           |
| Madrid > Velilla de San Antonio                  | Madrid > Velilla de San Antonio           | Madrid > Velilla de San Antonio           | Madrid > Velilla de San Antonio           | Madrid > Velilla de San Antonio           | Madrid > Velilla de San Antonio           | Velilla de San Antonio > Madrid           | Velilla de San Antonio > Madrid           | Velilla de San Antonio > Madrid           | Velilla de San Antonio > Madrid           | Velilla de San Antonio > Madrid           | Velilla de San Antonio > Madrid           |
| Madrid                                           | Coslada                                   | San Fernando                              | Mejorada                                  | Velilla                                   | Loeches                                   | Loeches                                   | Velilla                                   | Mejorada                                  | San Fernando                              | Coslada                                   | Madrid                                    |
| 00:40                                            | 01:05                                     | 01:15                                     | 01:30                                     | 01:40                                     |                                           |                                           | 23:15                                     | 23:25                                     | 23:40                                     | 23:50                                     | 00:15                                     |
| 03:15                                            | 03:40                                     | 03:50                                     | 04:05                                     | 04:15                                     | 02:00                                     | 02:10                                     | 02:25                                     | 02:35                                     | 03:00                                     |                                           |                                           |
| 06:00                                            | 06:25                                     | 06:35                                     | 06:50                                     | 07:00                                     | 04:35                                     | 04:45                                     | 05:00                                     | 05:10                                     | 05:35                                     |                                           |                                           |
| Noches de viernes, sábados y vísperas de festivo |                                           |                                           |                                           |                                           |                                           |                                           |                                           |                                           |                                           |                                           |                                           |
| Madrid > Velilla de San Antonio > Loeches        | Madrid > Velilla de San Antonio > Loeches | Madrid > Velilla de San Antonio > Loeches | Madrid > Velilla de San Antonio > Loeches | Madrid > Velilla de San Antonio > Loeches | Madrid > Velilla de San Antonio > Loeches | Loeches > Velilla de San Antonio > Madrid | Loeches > Velilla de San Antonio > Madrid | Loeches > Velilla de San Antonio > Madrid | Loeches > Velilla de San Antonio > Madrid | Loeches > Velilla de San Antonio > Madrid | Loeches > Velilla de San Antonio > Madrid |
| Madrid                                           | Coslada                                   | San Fernando                              | Mejorada                                  | Velilla                                   | Loeches                                   | Loeches                                   | Velilla                                   | Mejorada                                  | San Fernando                              | Coslada                                   | Madrid                                    |
| 00:40                                            | 01:05                                     | 01:15                                     | 01:30                                     | 01:40                                     |                                           |                                           | 23:15                                     | 23:25                                     | 23:40                                     | 23:50                                     | 00:15                                     |
| 01:20                                            | 01:45                                     | 01:55                                     | 02:10                                     | 02:20                                     | 02:30                                     | 23:40                                     | 23:50                                     | 24:00                                     | 00:10                                     | 00:20                                     | 00:45                                     |
| 03:15                                            | 03:40                                     | 03:50                                     | 04:05                                     | 04:15                                     |                                           |                                           | 02:00                                     | 02:10                                     | 02:25                                     | 02:35                                     | 03:00                                     |
| 04:30                                            | 04:55                                     | 05:05                                     | 05:20                                     | 05:30                                     | 05:40                                     | 02:55                                     | 03:05                                     | 03:15                                     | 03:30                                     | 03:40                                     | 04:05                                     |
| 06:00                                            | 06:25                                     | 06:35                                     | 06:50                                     | 07:00                                     |                                           |                                           | 04:35                                     | 04:45                                     | 05:00                                     | 05:10                                     | 05:35                                     |
|                                                  |                                           |                                           |                                           |                                           |                                           | 06:00                                     | 06:10                                     | 06:20                                     | 06:35                                     | 06:45                                     | 07:10                                     |

## Recorrido y paradas

### Sentido Velilla / Loeches
| Código                                                                                   | Parada                                      | Común con | Conexiones con Metro y Cercanías | Municipio               | Zona |
| ---------------------------------------------------------------------------------------- | ------------------------------------------- | --------- | -------------------------------- | ----------------------- | ---- |
| 7077                                                                                     | Hnos. García Noblejas - Ciudad Lineal       |           | Ciudad Lineal                    | Madrid                  |      |
| 242                                                                                      | Ascao - Julián Camarillo                    |           |                                  | Madrid                  |      |
| 978                                                                                      | Metro García Noblejas                       | N6        | García Noblejas                  | Madrid                  |      |
| 4708                                                                                     | Hermanos García Noblejas-Gandhi             | N6        |                                  | Madrid                  |      |
| 250                                                                                      | Hermanos García Noblejas-Centro Salud       | N6        |                                  | Madrid                  |      |
| 4230                                                                                     | Hermanos García Noblejas-Alsacia            |           | Alsacia                          | Madrid                  |      |
| 4396                                                                                     | Fuente Carrantona-García Tapia              |           |                                  | Madrid                  |      |
| 4546                                                                                     | Metro Vicálvaro                             | N7        | Vicálvaro                        | Madrid                  |      |
| 4552                                                                                     | San Cipriano - Jardín de la Duquesa         | N7        | San Cipriano                     | Madrid                  |      |
| 5321                                                                                     | San Cipriano - Minerva                      |           |                                  | Madrid                  |      |
| 5109                                                                                     | Gran Vía del Este - San Cipriano            | N7        | Puerta de Arganda Vicálvaro      | Madrid                  |      |
| 4012                                                                                     | Gran Vía del Este - Rivas                   |           |                                  | Madrid                  |      |
| 7101                                                                                     | Boyer - Rivas                               |           |                                  | Madrid                  |      |
| 7102                                                                                     | Boyer - Vigil                               |           |                                  | Madrid                  |      |
| 10874                                                                                    | Av. Constitución - Mar Mediterráneo         |           |                                  | Coslada                 |      |
| 21376                                                                                    | Mar Mediterráneo - Puerto de Bilbao         |           |                                  | Coslada                 |      |
| 07105                                                                                    | Av. Constitución - Trva. Curtidor           |           |                                  | Coslada                 |      |
| 07106                                                                                    | Pza. Constitución - Iglesia                 |           |                                  | Coslada                 |      |
| 07109                                                                                    | Av. Constitución - Dr. Castroviejo          |           |                                  | Coslada                 |      |
| 12327                                                                                    | Gta. Rosa de los Vientos - Av. Constitución |           |                                  | Coslada                 |      |
| 07114                                                                                    | Av. Constitución - Policía municipal        |           |                                  | Coslada                 |      |
| 07115                                                                                    | Uruguay - Pza. Hispanidad                   |           |                                  | Coslada                 |      |
| 07116                                                                                    | Uruguay - La Rambla                         |           |                                  | Coslada                 |      |
| 07117                                                                                    | Méjico - Est. La Rambla                     |           | La Rambla                        | Coslada                 |      |
| 07119                                                                                    | Méjico - Argentina                          |           |                                  | Coslada                 |      |
| 07120                                                                                    | Perú - Parque Salvador Allende              |           |                                  | Coslada                 |      |
| 07121                                                                                    | Venezuela - Perú                            |           |                                  | Coslada                 |      |
| 07122                                                                                    | Venezuela - Argentina                       |           |                                  | Coslada                 |      |
| 07123                                                                                    | Av. Madrid - Av. Roma                       |           |                                  | Coslada                 |      |
| 07124                                                                                    | Av. Madrid - Av. Berlín                     |           |                                  | Coslada                 |      |
| 12408                                                                                    | Av. Berlín - Centro Comercial               |           |                                  | Coslada                 |      |
| 07126                                                                                    | Av. Berlín - Aula Compensación Educativa    |           |                                  | Coslada                 |      |
| 07127                                                                                    | Av. Vicálvaro - Gonzalo de Córdoba          |           |                                  | Coslada                 |      |
| 07156                                                                                    | Av. Cañada - Jesús de San Antonio           |           |                                  | Coslada                 |      |
| 17420                                                                                    | Av. Madrid - Era                            |           | San Fernando                     | Coslada                 |      |
| 07142                                                                                    | Av. Madrid - Córdoba                        |           |                                  | Coslada                 |      |
| 12521                                                                                    | Ventura de Argumosa - Residencia            |           |                                  | San Fernando de Henares |      |
| 12522                                                                                    | Ventura de Argumosa - Nazario Calonge       |           |                                  | San Fernando de Henares |      |
| 07249                                                                                    | Pza. Monte Gorbea - Centro de día           |           |                                  | San Fernando de Henares |      |
| 07145                                                                                    | Pza. Ondarreta - Av. Éibar                  |           |                                  | San Fernando de Henares |      |
| 07146                                                                                    | Av. Zarauz - Vergara                        |           |                                  | San Fernando de Henares |      |
| 07147                                                                                    | Av. Zarauz - P.º Azpeitia                   |           |                                  | San Fernando de Henares |      |
| 07084                                                                                    | Av. Zarauz - Est. Henares                   |           | Henares                          | San Fernando de Henares |      |
| 11549                                                                                    | Av. Algorta - Av. Somorrostro               |           |                                  | San Fernando de Henares |      |
| 20265                                                                                    | Av. Somorrostro - Instituto                 |           |                                  | San Fernando de Henares |      |
| 20794                                                                                    | Av. Martin Luther King - Igualdad           |           |                                  | San Fernando de Henares |      |
| 07254                                                                                    | Ctra. M-206 - Palacio El Negralejo          |           |                                  | San Fernando de Henares |      |
| 07255                                                                                    | Ctra. M-203 - Cruce Ctra. Cristo de Rivas   |           |                                  | San Fernando de Henares |      |
| 07256                                                                                    | Ctra. M-203 - Viveros                       |           |                                  | San Fernando de Henares |      |
| 18080                                                                                    | Ctra. M-203 - Lavandería                    |           |                                  | San Fernando de Henares |      |
| 10014                                                                                    | Av. Concordia - Marqués de Hinojosa         |           |                                  | Mejorada del Campo      |      |
| 10013                                                                                    | Av. Concordia - Mayor                       |           |                                  | Mejorada del Campo      |      |
| 07260                                                                                    | Av. Juan Gris - Miguel Hernández            |           |                                  | Mejorada del Campo      |      |
| 07261                                                                                    | Av. Juan Gris - Francisco de Goya           |           |                                  | Mejorada del Campo      |      |
| 07262                                                                                    | Castilla - Polígono industrial              |           |                                  | Mejorada del Campo      |      |
| 11440                                                                                    | Duero - Castilla                            |           |                                  | Mejorada del Campo      |      |
| 10461                                                                                    | Portugal - Av. Reja Grande                  |           |                                  | Mejorada del Campo      |      |
| 10453                                                                                    | Ctra. M-208 - La Raya                       |           |                                  | Velilla de San Antonio  |      |
| 07265                                                                                    | Federico García Lorca - Mirlos              |           |                                  | Velilla de San Antonio  |      |
| 15783                                                                                    | Olivar - Federico García Lorca              |           |                                  | Velilla de San Antonio  |      |
| 15784                                                                                    | Olivar - Paz Camacho                        |           |                                  | Velilla de San Antonio  |      |
| 12262                                                                                    | Olivar - Instituto                          |           |                                  | Velilla de San Antonio  |      |
| 12263                                                                                    | Antonio Palacios - Mayor                    |           |                                  | Velilla de San Antonio  |      |
| Las expediciones que finalizan su recorrido en Velilla, realizan las siguientes paradas: |                                             |           |                                  |                         |      |
| 12264                                                                                    | Joselito - Saiz de Rueda                    |           |                                  | Velilla de San Antonio  |      |
| 15061                                                                                    | Dr. Enrique Alcorta - Frascuelo             |           |                                  | Velilla de San Antonio  |      |
| Las expediciones que finalizan su recorrido en Loeches, realizan las siguientes paradas: |                                             |           |                                  |                         |      |
| 07270                                                                                    | Ctra. M-217 - Finca La Linde                |           |                                  | Velilla de San Antonio  |      |
| 10454                                                                                    | Ctra. M-217 - Centro de Evangelización      |           |                                  | Loeches                 |      |
| 07271                                                                                    | Ctra. M-217 - Subestación Eléctrica         |           |                                  | Loeches                 |      |
| 16253                                                                                    | Dublín - Estocolmo                          |           |                                  | Loeches                 |      |
| 12049                                                                                    | Av. Constitución - Virgen de las Angustias  |           |                                  | Loeches                 |      |
| 07273                                                                                    | Pza. Villa - Ayuntamiento                   |           |                                  | Loeches                 |      |

### Sentido Madrid (Ciudad Lineal)
| Código                                                                                 | Parada                                      | Común con | Conexiones con Metro y Cercanías | Municipio               | Zona |
| -------------------------------------------------------------------------------------- | ------------------------------------------- | --------- | -------------------------------- | ----------------------- | ---- |
| Las expediciones que inician su recorrido en Loeches, realizan las siguientes paradas: |                                             |           |                                  |                         |      |
| 07274                                                                                  | Pza. Villa - Ayuntamiento                   |           |                                  | Loeches                 |      |
| 07274                                                                                  | Pza. Villa - Ayuntamiento                   |           |                                  | Loeches                 |      |
| 07275                                                                                  | Av. Constitución - Pza. Fuente Amarga       |           |                                  | Loeches                 |      |
| 16252                                                                                  | Roma - Ámsterdam                            |           |                                  | Loeches                 |      |
| 07276                                                                                  | Ctra. M-217 - Subestación Eléctrica         |           |                                  | Loeches                 |      |
| 10459                                                                                  | Ctra. M-217 - Centro de Evangelización      |           |                                  | Loeches                 |      |
| 07277                                                                                  | Ctra. M-217 - Finca La Linde                |           |                                  | Velilla de San Antonio  |      |
| Las expediciones que inician su recorrido en Velilla, realizan las siguientes paradas: |                                             |           |                                  |                         |      |
| 15061                                                                                  | Dr. Enrique Alcorta - Frascuelo             |           |                                  | Velilla de San Antonio  |      |
| 12265                                                                                  | Joselito - Pza. Perú                        |           |                                  | Velilla de San Antonio  |      |
| Paradas del itinerario común                                                           |                                             |           |                                  |                         |      |
| 11437                                                                                  | Antonio Palacios - Mayor                    |           |                                  | Velilla de San Antonio  |      |
| 11441                                                                                  | Olivar - Instituto                          |           |                                  | Velilla de San Antonio  |      |
| 07279                                                                                  | Av. Ilustración - Paz Camacho               |           |                                  | Velilla de San Antonio  |      |
| 07280                                                                                  | Av. Ilustración - Parque Doña Catalina      |           |                                  | Velilla de San Antonio  |      |
| 07281                                                                                  | Federico García Lorca - Olivar              |           |                                  | Velilla de San Antonio  |      |
| 07282                                                                                  | Federico García Lorca - Mirlos              |           |                                  | Velilla de San Antonio  |      |
| 11015                                                                                  | Ctra. M-208 - La Raya                       |           |                                  | Velilla de San Antonio  |      |
| 20943                                                                                  | Santa Rosa - Venezuela                      |           |                                  | Mejorada del Campo      |      |
| 20942                                                                                  | Santa Rosa - Antonio Gaudí                  |           |                                  | Mejorada del Campo      |      |
| 15499                                                                                  | Antonio Gaudí - Antonio Machado             |           |                                  | Mejorada del Campo      |      |
| 15571                                                                                  | Av. Juan Gris - Pirineos                    |           |                                  | Mejorada del Campo      |      |
| 07287                                                                                  | Av. Juan Gris - Francisco de Goya           |           |                                  | Mejorada del Campo      |      |
| 07288                                                                                  | Av. Juan Gris - Miguel Hernández            |           |                                  | Mejorada del Campo      |      |
| 07289                                                                                  | Av. Concordia - Ciudad de Atenas            |           |                                  | Mejorada del Campo      |      |
| 07290                                                                                  | Av. Concordia - Trébol                      |           |                                  | Mejorada del Campo      |      |
| 10460                                                                                  | Ctra. M-203 - Lavandería                    |           |                                  | San Fernando de Henares |      |
| 07291                                                                                  | Ctra. M-203 - Viveros                       |           |                                  | San Fernando de Henares |      |
| 07293                                                                                  | Ctra. M-206 - Palacio El Negralejo          |           |                                  | San Fernando de Henares |      |
| 20793                                                                                  | Av. Martin Luther King - Igualdad           |           |                                  | San Fernando de Henares |      |
| 11952                                                                                  | Av. Somorrostro - Instituto                 |           |                                  | San Fernando de Henares |      |
| 11550                                                                                  | Av. Algorta - Vitoria                       |           |                                  | San Fernando de Henares |      |
| 07148                                                                                  | Av. Zarauz - Est. Henares                   |           | Henares                          | San Fernando de Henares |      |
| 07150                                                                                  | Av. Zarauz - P.º Azpeitia                   |           |                                  | San Fernando de Henares |      |
| 07151                                                                                  | Av. San Sebastián - Pza. Gallarta           |           |                                  | San Fernando de Henares |      |
| 07152                                                                                  | Pza. Ondarreta - Centro de salud            |           |                                  | San Fernando de Henares |      |
| 12518                                                                                  | Av. Irún - Centro de día                    |           |                                  | San Fernando de Henares |      |
| 12519                                                                                  | Ventura de Argumosa - Nazario Calonge       |           |                                  | San Fernando de Henares |      |
| 12520                                                                                  | Ventura de Argumosa - Residencia            |           |                                  | San Fernando de Henares |      |
| 07155                                                                                  | Av. Madrid - Pza. Primero de Mayo           |           |                                  | Coslada                 |      |
| 17419                                                                                  | Av. Madrid - Av. Cañada                     |           | San Fernando                     | Coslada                 |      |
| 07128                                                                                  | Av. Cañada-Jesús de San Antonio             |           |                                  | Coslada                 |      |
| 07157                                                                                  | Av. Vicálvaro-Segura                        |           |                                  | Coslada                 |      |
| 07158                                                                                  | Av. Berlín - Aula Compensación Educativa    |           |                                  | Coslada                 |      |
| 12407                                                                                  | Av. Berlín - Centro Comercial               |           |                                  | Coslada                 |      |
| 07159                                                                                  | Av. Madrid - Av. Berlín                     |           |                                  | Coslada                 |      |
| 07160                                                                                  | Av. Madrid - Av. Roma                       |           |                                  | Coslada                 |      |
| 07162                                                                                  | Venezuela - Argentina                       |           |                                  | Coslada                 |      |
| 07163                                                                                  | Venezuela - Perú                            |           |                                  | Coslada                 |      |
| 07164                                                                                  | Perú - Parque Salvador Allende              |           |                                  | Coslada                 |      |
| 07165                                                                                  | Méjico - Argentina                          |           |                                  | Coslada                 |      |
| 20653                                                                                  | Honduras - Est. La Rambla                   |           | La Rambla                        | Coslada                 |      |
| 20654                                                                                  | Honduras - Av. José Gárate                  |           |                                  | Coslada                 |      |
| 07171                                                                                  | Av. Constitución - Policía municipal        |           |                                  | Coslada                 |      |
| 12326                                                                                  | Gta. Rosa de los Vientos - Av. Constitución |           |                                  | Coslada                 |      |
| 07173                                                                                  | Av. Constitución - Pza. Marañón             |           |                                  | Coslada                 |      |
| 17578                                                                                  | Manuel María de Zulueta - La Iglesia        |           |                                  | Coslada                 |      |
| 07175                                                                                  | Virgen de la Cabeza - Hernán Cortés         |           |                                  | Coslada                 |      |
| 21377                                                                                  | Mar Mediterráneo - Puerto de Bilbao         |           |                                  | Coslada                 |      |
| 10875                                                                                  | Av. Constitución-Mar Mediterráneo           |           |                                  | Coslada                 |      |
| 7182                                                                                   | Boyer-Ctra. Vicálvaro                       |           |                                  | Madrid                  |      |
| 7183                                                                                   | Boyer-Los Cavilas                           |           |                                  | Madrid                  |      |
| 4012                                                                                   | Rivas-Villablanca                           |           |                                  | Madrid                  |      |
| 5108                                                                                   | Gran Vía del Este-San Cipriano              | N7        | Puerta de Arganda Vicálvaro      | Madrid                  |      |
| 5322                                                                                   | San Cipriano-Minerva                        |           |                                  | Madrid                  |      |
| 1069                                                                                   | San Cipriano                                | N7        | San Cipriano                     | Madrid                  |      |
| 1074                                                                                   | Metro Vicálvaro                             | N7        | Vicálvaro                        | Madrid                  |      |
| 4549                                                                                   | Avenida de Daroca-Calahorra                 | N7        |                                  | Madrid                  |      |
| 4395                                                                                   | Fuente Carrantona-García Tapia              |           |                                  | Madrid                  |      |
| 5747                                                                                   | Plaza de Alsacia                            |           | Alsacia                          | Madrid                  |      |
| 252                                                                                    | Hermanos García Noblejas-Centro Salud       | N6        |                                  | Madrid                  |      |
| 248                                                                                    | Hermanos García Noblejas-Gandhi             | N6        |                                  | Madrid                  |      |
| 245                                                                                    | Metro García Noblejas                       | N6        | García Noblejas                  | Madrid                  |      |
| 243                                                                                    | Ascao - Julián Camarillo                    |           |                                  | Madrid                  |      |
| 7077                                                                                   | Hnos. García Noblejas - Ciudad Lineal       |           | Ciudad Lineal                    | Madrid                  |      |